# Дискуссия
Диску́ссия (от лат. discussio — «рассмотрение, исследование») — обсуждение спорного вопроса, проблемы; разновидность спора, направленного на достижение истины и использующего только корректные приёмы ведения спора.
Важной характеристикой дискуссии, отличающей её от других видов спора, является аргументированность. Обсуждая спорную (дискуссионную) проблему, каждая сторона, оппонируя мнению собеседника, аргументирует свою позицию. Под дискуссией также может подразумеваться публичное обсуждение каких-либо проблем, спорных вопросов на собрании, в печати, в беседе. Отличительной чертой дискуссии выступает отсутствие тезиса, но наличие в качестве объединяющего начала темы. К дискуссиям, организуемым, например, на научных конференциях, нельзя предъявлять тех же требований, что и к спорам, организующим началом которых является тезис. Дискуссия часто рассматривается как метод, активизирующий процесс обучения, изучения сложной темы, теоретической проблемы.

## Групповая дискуссия
В психологии метод групповой дискуссии (групповая дискуссия) используется как метод групповой психотерапии. Члены терапевтической группы общаются между собой (ведут спор) и в ходе этого особым образом организованного общения разрешают свои психологические проблемы.
В социологии метод групповой дискуссии (групповая дискуссия) используется как метод сбора данных, который сочетает элементы методов группового и глубинного интервью и социологического наблюдения. Суть метода — организация в малой группе целенаправленного разговора по проблемам, интересующим исследователя.

## Аргументированность дискуссии
В логической теории и теории аргументации дискуссия исследуется не со стороны её психологической или социологической функции, а по содержанию, по аргументационному арсеналу. В соответствии с классификацией аргументации, предложенной ещё Аристотелем, различают следующие разновидности дискуссии:
- Аподиктическая дискуссия — дискуссия с целью достижения истины, соблюдая логические правила вывода.
- Эристическая дискуссия — дискуссия с целью склонить оппонента к своему мнению (либо спор ради спора).
- Софистическая дискуссия (софистический спор) — дискуссия с целью победить любым путём. В такой дискуссии используются логические уловки — софизмы (в том числе основанные на манипулировании смыслом слова), введение собеседника в заблуждение и т. д.
- Диалектическая дискуссия — дискуссия, которая претендует лишь на достижение правдоподобия.